# Continental Express

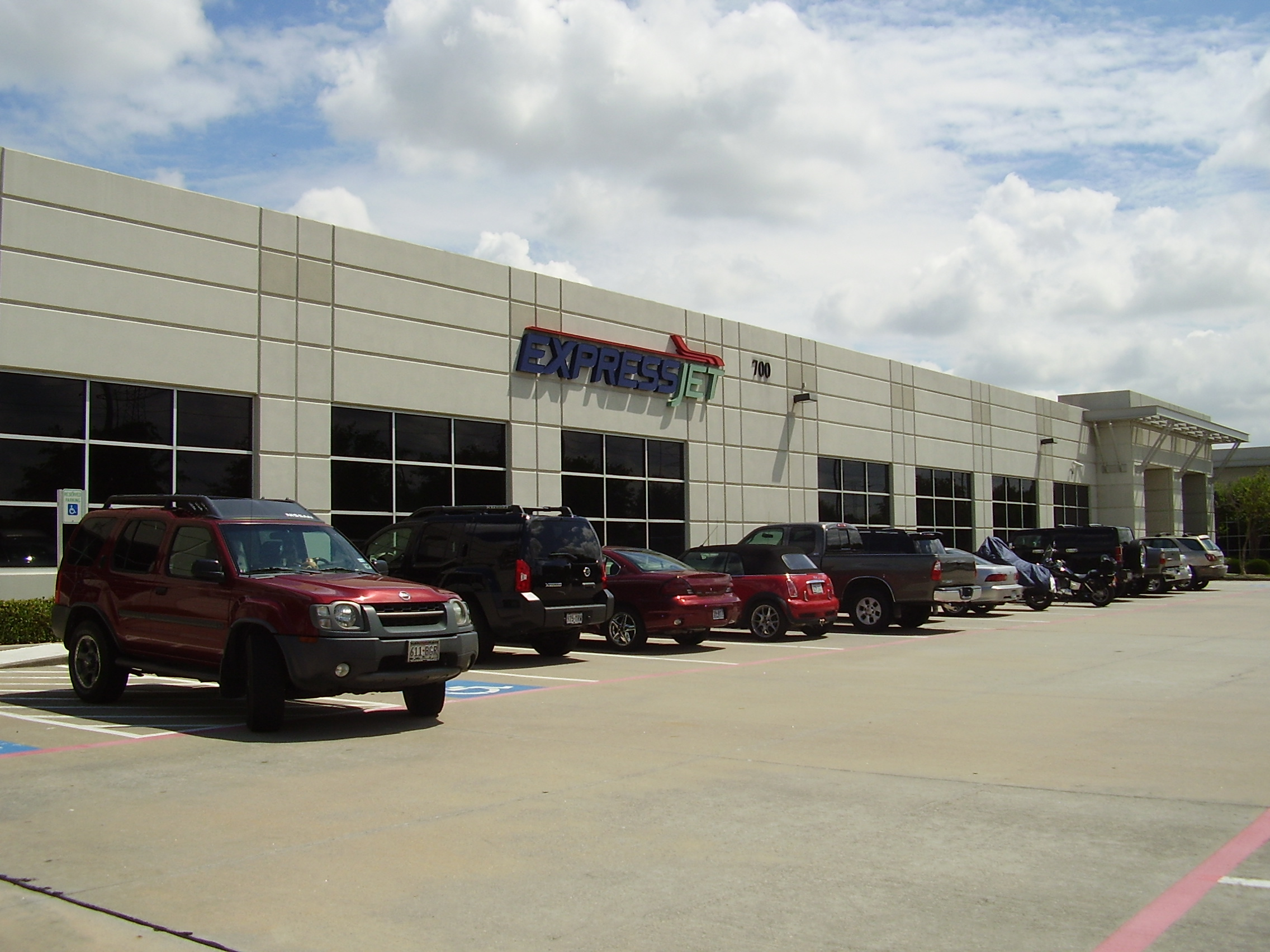
Штаб-квартира авіакомпанії ExpressJet Airlines в Грінспоінті (Х'юстон)

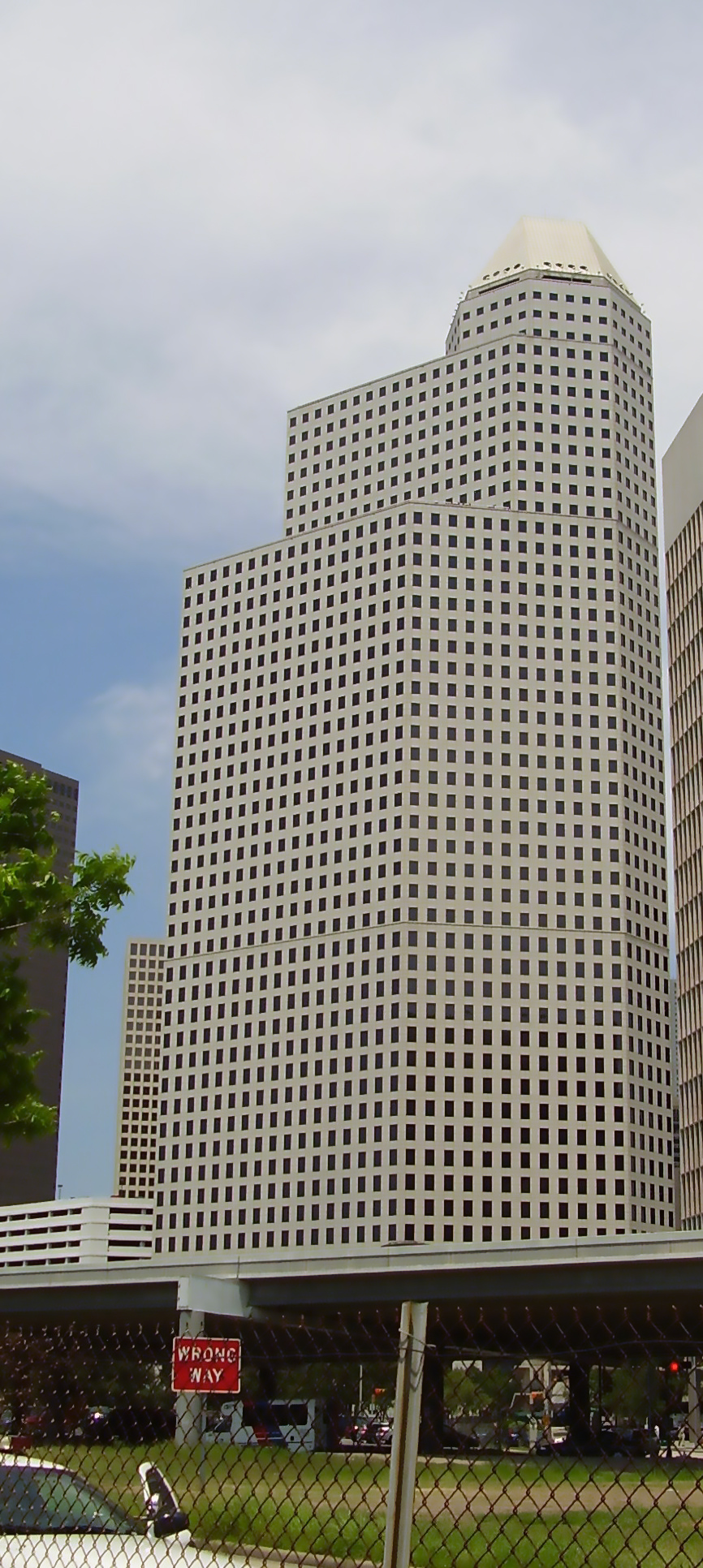
Будівля «Continental Center I» штаб-квартири авіакомпанії Continental Airlines в Х'юстоні. Раніше в ньому розміщувалася і штаб-квартира ExpressJet Airlines

Continental Express — торгова марка (бренд) авіакомпанії Continental Airlines, використовуваний незалежними авіаперевізниками США для роботи на авіалініях регіонального значення, що стикуються, в маршрутному розкладі польотів з рейсами Continental Airlines.
В даний час під брендом Continental Express працюють дві авіакомпанії:
- Chautauqua Airlines авіаційного холдингу Republic Airways Holdings
- ExpressJet Airlines авіаційного холдингу ExpressJet Holdings.

Маршрутна мережа Continental Express з'єднує понад 150 пунктів призначення в містах США, Канади, Мексики та країн Карибського басейну, в якості вузлових аеропортів використовуються Міжнародний аеропорт Х'юстон Інтерконтинентал, Міжнародний аеропорт Клівленда Хопкінс і Міжнародний аеропорт Ньюарка Ліберті. Операційна діяльність авіакомпанії ExpressJet Airlines знаходиться виключно у рамках партнерської угоди Continental Express в той час, як Chautauqua Airlines здійснює перевезення і під іншими брендами — Delta Connection, United Express і US Airways Express.

## Історія
Торгова марка Continental Express була створена в квітні 1987 року для роботи авіакомпанії ExpressJet Airlines в партнерську угоду з магістральної авіакомпанії Continental Airlines, метою якого було забезпечення регіональних пасажирських перевезень між невеликими аеропортами країни і вузловими аеропортами Континентал. Протягом короткого періоду ExpressJet Airlines експлуатувала повітряний флот, що складається з турбогвинтових літаків Embraer EMB 120 Brasilia, ATR-42, ATR-72 і Beech 1900. Кілька місяців потому ExpressJet Airlines була придбана Continental Airlines разом з чотирма іншими регіональними авіакомпаніями: Provincetown-Boston Airlines з Хаянніса (Массачусетс), Bar Harbor Airlines з Бангора (Мен), Malcolm Airways з Тере-Хоута (Індіана) і Rocky Mountain Airways з Денвера. Операційні сертифікати авіакомпаній PBA і Rocky Mountain Airways були відкликані, сертифікат Bar Harbor Airlines відійшов до дочірнього перевізнику Eastern Airlines — авіакомпанії Florida Eastern Express, що базується в штаті Флорида. Сертифікат експлуатанта Malcolm Airways перейшов до об'єднаної авіакомпанії Continental Express/ExpressJet, під даним сертифікатом компанія ExpressJet працює аж до теперішнього часу. Позивним об'єднаного перевізника став JETLINK, який пізніше був змінений на EXPRESSJET.
Крім перерахованих під брендом Continental Express працювали наступні авіакомпанії:
- експлуатували парк турбогвинтових літаків:
  - Trans-Colorado Airlines — Денвер (Колорадо);
  - Royale Airlines — Шрівпорт (Луїзіана);
  - Air New Orleans — Новий Орлеан (Луїзіана);
  - Mid-Pacific Airlines — Гонолулу (Гаваї);
  - City Express — Торонто (Онтаріо), Канада;
  - Colgan Air — Манассас (Вірджинія);
  - Southern Jersey Airways — Атлантик-Сіті (Нью-Джерсі);
  - Чайка Air — Хаяннис (Массачусетс),

- експлуатували парк реактивних літаків:
  - Emerald Airlines — Х'юстон (Техас);
  - Presidential Airways — Вашингтон (округ Колумбія).

## Continental Connection
В даний час Continental Airlines веде переговори з регіональними авіакомпаніями Cape Air, CommutAir, Gulfstream International Airlines і Colgan Air на предмет укладання партнерських договорів Continental Connection по обслуговуванню коротких маршрутів пасажирських перевезень на турбогвинтових літаках. Бренд Continental Connection призначений для роботи з код-шерінгові угоди регіональних перевізників, які експлуатують турбогвинтові літаки, на відміну від торгової марки Continental Express, робота під якою має на увазі використання реактивної авіації.

## Сучасний період

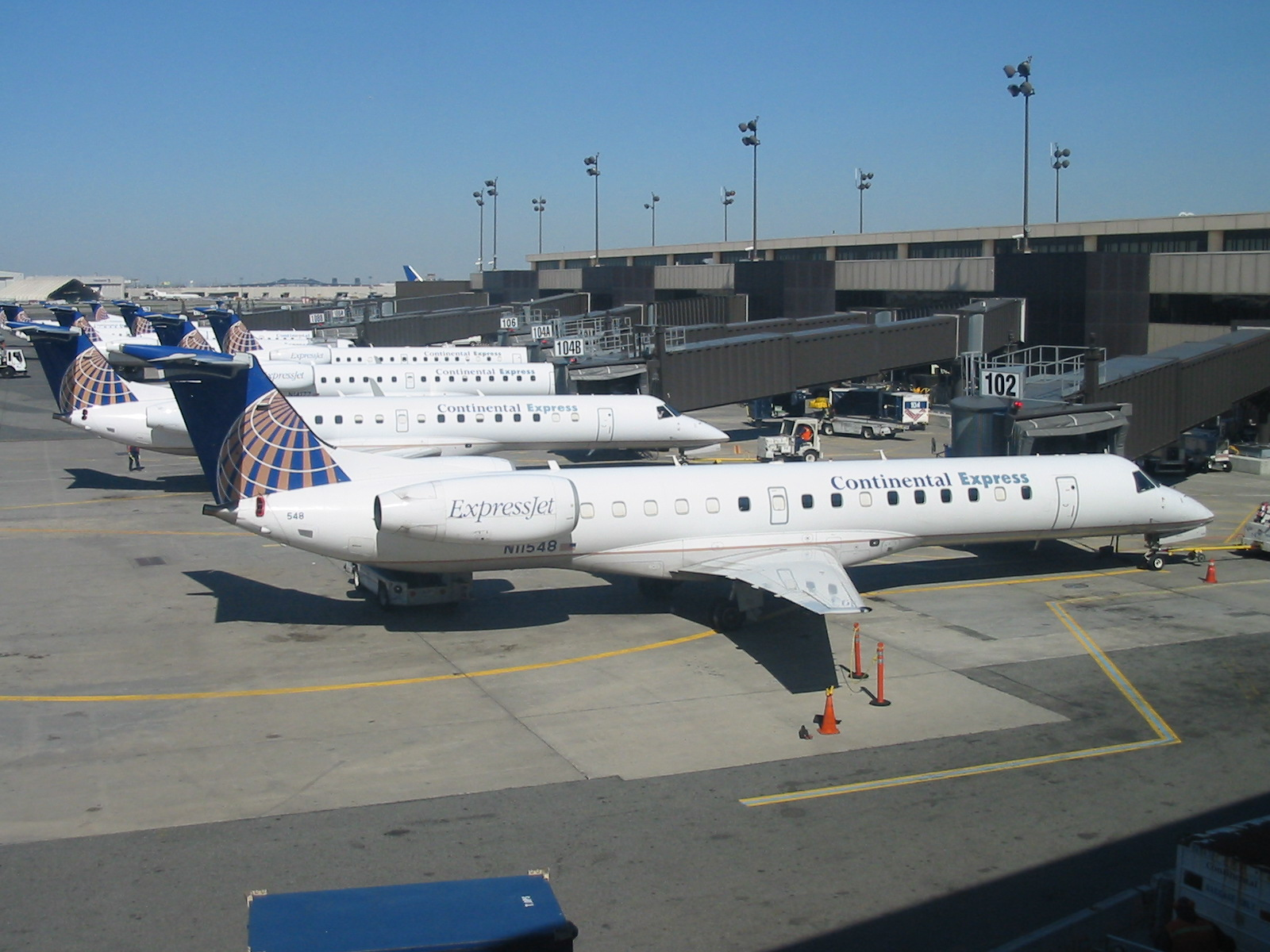
ERJ-145 найбільшого експлуатанта ERJ, авіакомпанії ExpressJet Airlines в лівреї Continental Express

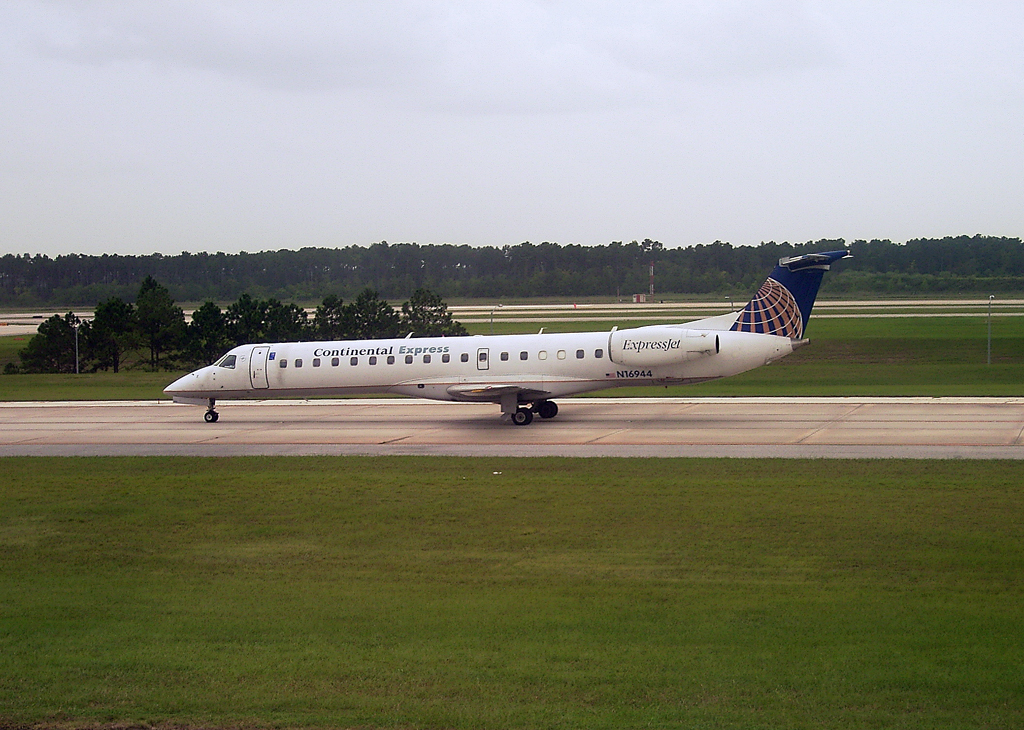
Embraer ERJ 145 ExpressJet Airlines в лівреї бренду Continental Express

28 грудня 2005 року авіаційний холдинг ExpressJet Holdings оголосив про отримання повідомлення Continental Airlines з наміром скоротити на 69 одиниць кількість експлуатованих під брендом Continental Express літаків. За умовами код-шерінгової угоди авіакомпанія ExpressJet може або повернути дані лайнери Continental Airlines, або орендувати їх у Континентал за більш високими тарифами і розпоряджатися ними до закінчення строку оренда самостійно.
У липні 2006 року Continental Airlines оголосила про укладення нового контракту, згідно з яким під брендом Continental Express буде працювати інша регіональна авіакомпанія Chautauqua Airlines. Таким чином, станом на початок 2007 року під торговою маркою Continental Express експлуатувалося 205 літаків авіакомпанії Expressjet і 25 лайнерів з авіакомпанії Chautauqua Airlines.
1 вересня 2008 року ExpressJet припинила виконання рейсів під брендом Delta Connection, а на наступний день — закрила всі маршрути, які не входили в маршрутне розклад Continental Express, тому в поточний момент авіакомпанія працює під партнерськими угодами тільки з Continental Airlines.
Під брендом Continental Express в даний час експлуатуються наступні типи літаків:
- Bombardier CRJ200ER
- Embraer ERJ 135
- Embraer ERJ 145

## Авіаподії і нещасні випадки
- 19 січня 1988 року. Рейс 2286 авіакомпанії Trans-Colorado Airlines, літак Fairchild Metroliner III, реєстраційний номер N68TC. Розбився при заході на посадку в Бейфілд (штат Колорадо) в дуже поганих погодних умовах. Екіпаж замість курсо-глісадної системи використовував дальномірний азимутальний маяк (VOR/DME). Загинуло 8 чоловік з 17, що знаходилися на борту.[2][3]
- 11 вересня 1991 року. Рейс 2574 Ларедо—Х'юстон авіакомпанії Malcolm Airways, лайнер Embraer EMB 120 Brasilia, реєстраційний номер N33701. При заході на посадку в Міжнародному аеропорту Х'юстона Інтерконтинентал літак втратив горизонтальний стабілізатор, увійшов у піке і розбився. Загинули 14 осіб на борту. Причиною катастрофи стало недбале ставлення при проведенні ремонтних робіт — у процесі розслідування інциденту зафіксовано відсутність 47 болтів кріплення верхньої поверхні провідної кромки горизонтального стабілізатора.[4][5]